# Wardite
La wardite è un minerale.